# Polanes
 (novembre 2024).
Si vous disposez d'ouvrages ou d'articles de référence ou si vous connaissez des sites web de qualité traitant du thème abordé ici, merci de compléter l'article en donnant les références utiles à sa vérifiabilité et en les liant à la section « Notes et références ».

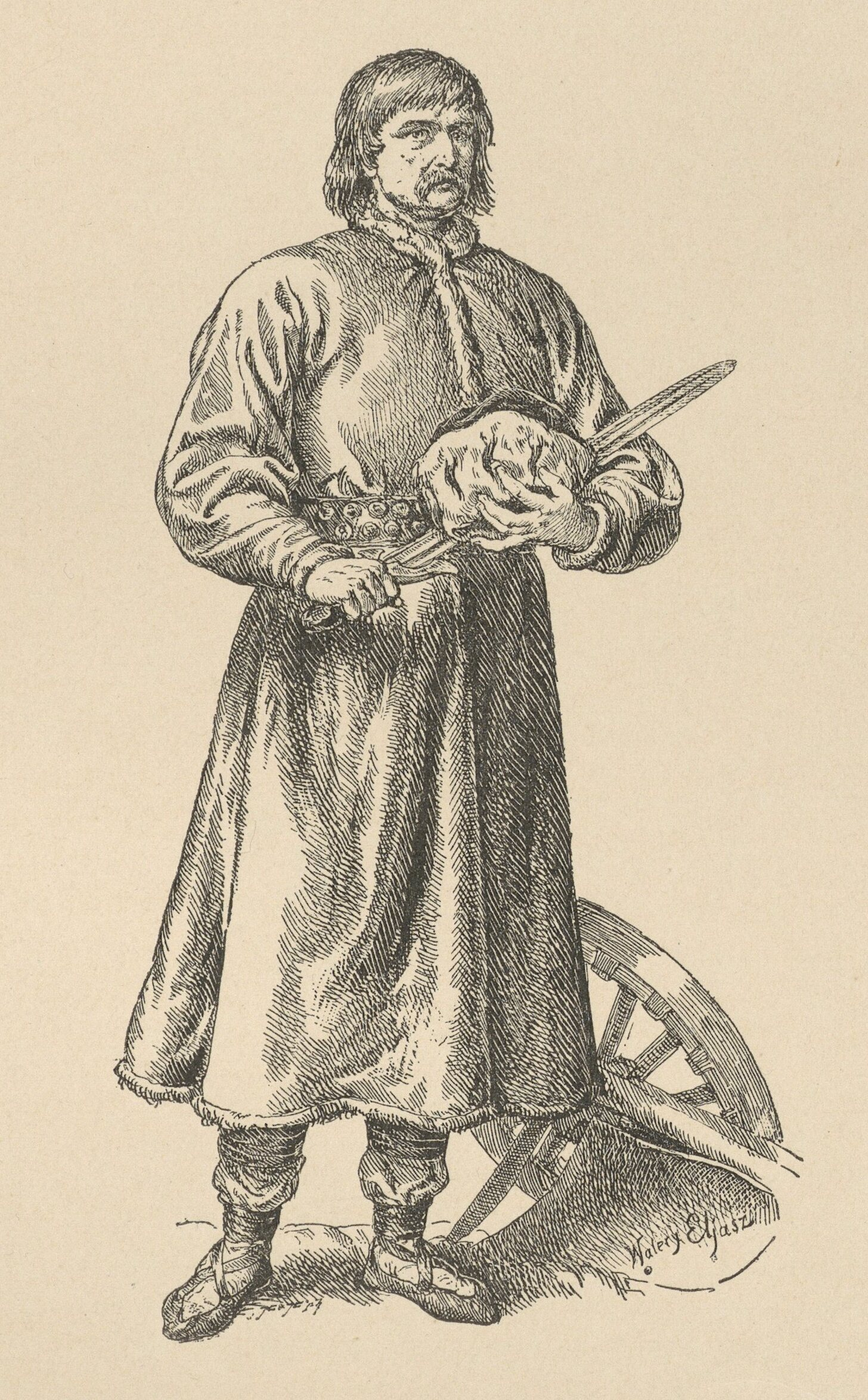
Gravure représentant le chef mythique des Polanes, Piast.

Les Polanes (en polonais Polanie, littéralement « peuple de la plaine ») étaient une tribu slave qui s’était fixée sur les rives de la Warta au VIIIe siècle. Ils vivaient principalement de l’agriculture et se disputaient les terres avec des tribus germaniques.

## La Pologne au Haut Moyen Âge
Les Polanes sont mentionnés par le Géographe bavarois dans la première moitié du IXe siècle. Le nom vient de « pole », qui désigne un champ. Ce sont des agriculteurs dans un pays largement déboisé où les clairières culturales (en polonais : polana) sont importantes. Le géographe distingue les Goplanes, de la région du lac Goplo près de Kruszwica, et les Lendizi, entre Gniezno et Ląd, sur la Warta. Les deux tribus semblent s’être battues pour la domination de la région. Le Géographe leur attribue à l’une 400 et à l’autre 98 civitates, ces castra dont les remparts protégeaient essentiellement le château, résidence du chef et de sa famille, tandis qu’une seconde enceinte servait de refuge aux paysans en cas de danger et de lieu de marché.
Un auteur anonyme, Gallus Anonymus (début XIIe siècle), écrivit de nombreuses légendes sur les événements du règne d’un certain prince Popiel. Il raconte l’arrivée à Gniezno de deux pèlerins qui multiplièrent les miracles à l’époque où Cyrille et Méthode arrivaient en Moravie. Il s’agit peut-être d’une allusion à l’aide que les Polanes reçurent des Moraves dans leur lutte contre les Goplanes. En effet, le domaine des Polanes du IXe siècle s’étend vers le nord-est (Mazovie), vers le Nord (Poméranie), mais non vers le sud.

## Histoire de la Pologne
À la fin du IXe siècle, la plus grande partie des tribus slaves vivant dans un territoire délimité par l’Oder, le Boug, les Carpates et la mer Baltique, était sous la domination des Polanes.
Au Xe siècle, le territoire des Polanes comprenait la Mazovie, la Cujavie et la Grande-Pologne. Leurs principales places fortes étaient Gniezno, Poznań et Ostrów Lednicki.
L’union de tribus gouvernée par la dynastie Piast a donné naissance à l'État polonais vers le milieu du Xe siècle.